# Friedrich Bender (Politiker)
Friedrich Bender (* 15. November 1826 in Korbach; † 5. April 1908 in Nieder-Waroldern) war ein deutscher Ökonom und Politiker.
Bender war der Sohn des Lehrers Wilhelm Bender und dessen Ehefrau Henriette geborene Köhler. Er heiratete am 19. September 1852 in Nieder-Waroldern Caroline Graf aus Leferinghausen. Er war Ökonom, Bürgermeister und Kreisboniteur in Nieder-Waroldern. Von 1860 bis 1878 und erneut von 1884 bis 1905 gehörte er dem Landtag des Fürstentums Waldeck-Pyrmont an. Er wurde für den Wahlbezirk des Kreises der Twiste gewählt.